# Lothar Collatz
Lothar Collatz, nemški matematik, * 6. julij 1910, Arnsberg, Vestfalija, † 26. september 1990, Varna, Bolgarija.
Collatz je najbolj znam po svoji domnevi iz leta 1937, ki je nerešena, in sprašuje ali se določena vrsta številskega zaporedja vedno konča na isti način, ne glede na začetno število.
1. 1 2  Record #118521543 // Gemeinsame Normdatei — 2012—2016.
2. 1 2 3  MacTutor History of Mathematics archive — 1994.